# Выборы главы Республики Саха (Якутия) (2023)
Очередные выборы главы Республики Саха (Якутия) прошли 10 сентября 2023 года в единый день голосования. Действующий глава Республики Айсен Николаев баллотировался на второй срок.
На 1 июля 2023 года в Республике Саха (Якутия) было зарегистрировано 641 592 избирателей.

## Предыстория
Айсен Николаев был назначен временно исполняющим обязанности главы Республики Саха (Якутия) 28 мая 2018 года, сменив Егора Борисова. В сентябре 2018 года Николаева избрали главой региона на прямых досрочных выборах, на которых он набрал 71,4% голосов избирателей.

## Выдвижение и регистрации кандидатов
В Республике Саха (Якутия) кандидаты выдвигаются только политическими партиями, имеющими право участвовать в выборах. Самовыдвижение не допускается. Главой Республики может быть избран гражданин Российской Федерации, достигший возраста 30 лет.
Каждый кандидат при регистрации должен представить список из трёх человек, один из которых, в случае избрания кандидата, станет представителем правительства региона в Совете Федерации.
Для регистрации кандидатом должны быть собраны 257 подписей глав муниципальных образований Республики Саха (Якутия) или депутатов представительных органов муниципальных образований, из которых 36 подписей должны принадлежать депутатам представительных органов муниципальных районов и городских округов, а также избранных на муниципальных выборах главам муниципальных районов и городских округов Республики Саха (Якутия).
Согласно Конституции Республики Саха глава Республики Саха (Якутия) избирается сроком на пять лет гражданами на основе всеобщего равного и прямого избирательного права при тайном голосовании.

## Ключевые даты
- 8 июня 2023 года Государственное собрание Ил Тумэн назначила выборы на 10 сентября 2023 года — единый день голосования.

## Кандидаты
| Кандидат          | Год рождения | Должность (на момент выдвижения) | Партия                                    | Статус              |
| ----------------- | ------------ | --- | ----------------------------------------- | ------------------- |
| Айсен Николаев    | 1972         | Глава Республики Саха (Якутия) | Единая Россия                             | Зарегистрирован     |
| Игорь Борисов     | 1969         | Начальник группы комплектации Жатайского судоремонтного завода                                                                                                | Коммунисты России                         | Зарегистрирован     |
| Виктор Губарев    | 1949         | Заместитель Председателя Государственного Собрания (Ил Тумэн) Республики Саха (Якутия)                                                                        | КПРФ                                      | Зарегистрирован     |
| Гаврил Парахин    | 1972         | Помощник депутата Государственной Думы Федерального Собрания Российской Федерации В.С. Селезнева                                                              | ЛДПР                                      | Зарегистрирован     |
| Александр Вакарь  | 1969         | Директор муниципального бюджетного учреждения «Мемориал» муниципального образования «Город «Мирный» Мирнинского района Республики Саха (Якутия)               | Российская экологическая партия «Зелёные» | Отказ в регистрации |
| Олег Маклашов     | 1978         | Координатор по организационным вопросам обособленного структурного подразделения Исполкома Общероссийского общественного движения «Народный фронт «За Россию» | Родина                                    | Отказ в регистрации |
| Владимир Тимофеев | 1953         | Врач-психиатр ГБУ Республики Саха (Якутия) «Вилюйский специализированный дом социального обслуживания для престарелых и инвалидов имени Кэтти Марсден»        | Партия пенсионеров                        | Отказ в регистрации |
| Юрий Пшенников    | 1958         | Пенсионер | Гражданская платформа                     | Отказ в регистрации |